# Volby v Lucembursku
Volby v Lucembursku jsou svobodné. Volí se do parlamentu, komunálních zastupitelstev a Evropského parlamentu. Do lucemburského parlamentu je poměrným volebním systémem voleno 60 poslanců na pětileté volební období. Komunální volby probíhají každých 6 let.

## Dominantní politické strany
- Křesťansko-sociální strana
- Lucemburská socialistická dělnická strana
- Demokratická strana
- Zelení
- Strana reformní demokratické alternativy